# Eredivisie 2017/18 (vrouwenvoetbal)
De Eredivisie 2017/18 is het achtste seizoen van deze competitie. Het is de hoogste vrouwenvoetbalafdeling die door de KNVB wordt georganiseerd. De competitie bestaat sinds dit seizoen uit negen teams, Excelsior/Barendrecht neemt dit seizoen voor het eerst deel aan de competitie. Daarnaast komt SC Telstar VVNH sinds dit seizoen uit onder de naam VV Alkmaar.

## Deelnemende teams
| Club                  | Plaats      | Stadion                                         | Train(st)er       |
| --------------------- | ----------- | ----------------------------------------------- | ----------------- |
| Achilles '29          | Berg en Dal | Sportpark De Heikant                            | Robert de Pauw    |
| ADO Den Haag          | Den Haag    | Cars Jeans Stadion                              | Marcel Valk       |
| AFC Ajax              | Amsterdam   | De Toekomst                                     | Benno Nihom       |
| VV Alkmaar            | Alkmaar     | Sportpark Robonsbosweg                          | Gideon Dijks      |
| Excelsior Barendrecht | Rotterdam   | Van Donge & De Roo Stadion Sportpark de Bongerd | Sander Luiten     |
| sc Heerenveen         | Heerenveen  | Skoatterwâld                                    | Roeland ten Berge |
| PEC Zwolle            | Zwolle      | MAC³PARK stadion                                | Wim van der Wal   |
| PSV                   | Eindhoven   | De Herdgang                                     | Nebojša Vučković  |
| FC Twente             | Enschede    | De Grolsch Veste                                | Tommy Stroot      |

## Reguliere competitie

### Stand

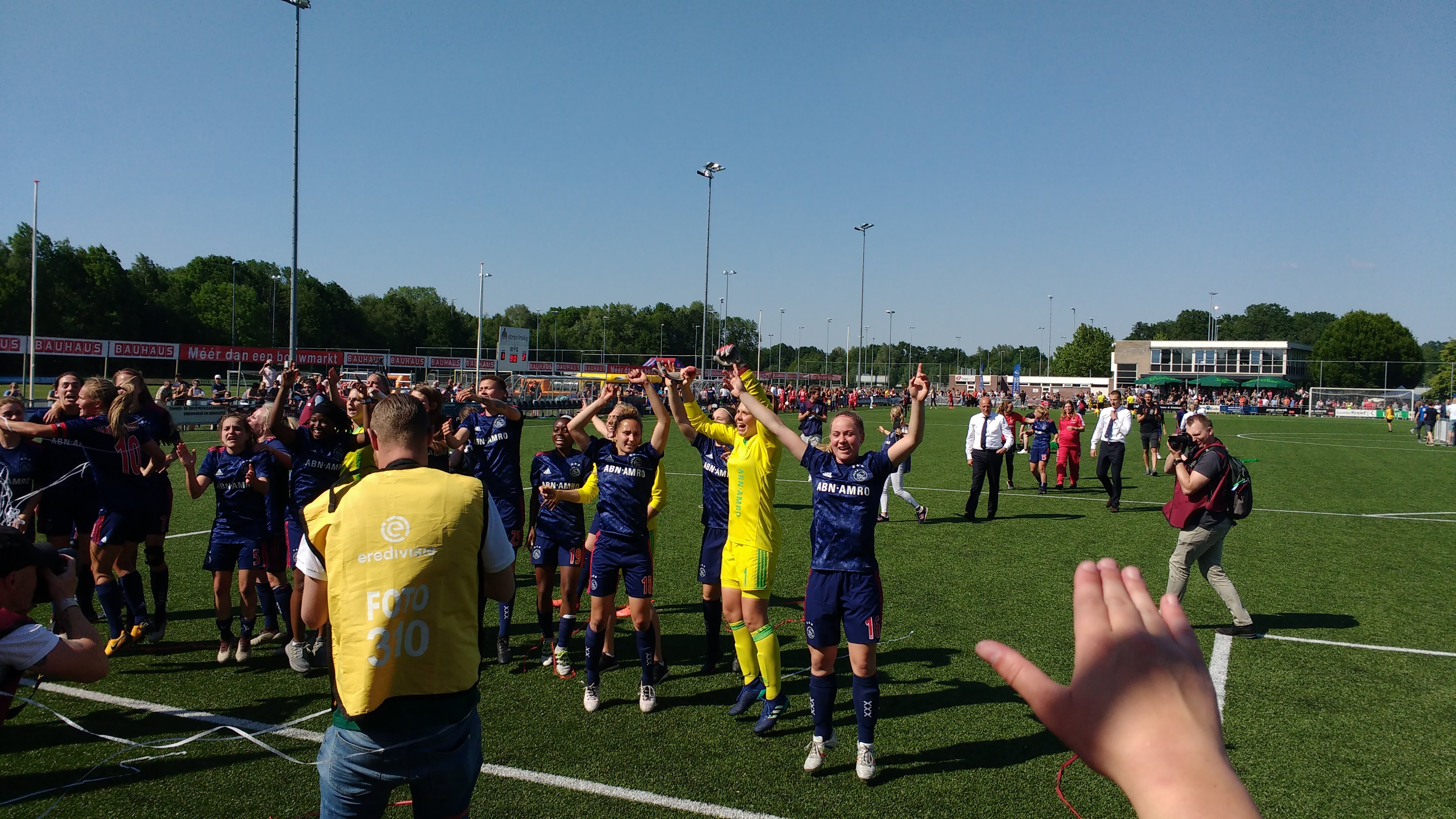
Ajax Vrouwen vieren met de meegereisde fans dat ze kampioen zijn geworden

| Pos | Team                  | Wed | W  | G | V  | Ptn | DV | DT | +/− | Kwalificatie                        |
| --- | --------------------- | --- | -- | - | -- | --- | -- | -- | --- | ----------------------------------- |
| 1   | Twente                | 16  | 12 | 3 | 1  | 39  | 46 | 11 | +35 | Kwalificatie voor Kampioensgroep    |
| 2   | Ajax                  | 16  | 10 | 5 | 1  | 35  | 32 | 14 | +18 | Kwalificatie voor Kampioensgroep    |
| 3   | PEC Zwolle            | 16  | 7  | 3 | 6  | 24  | 34 | 26 | +8  | Kwalificatie voor Kampioensgroep    |
| 4   | Heerenveen            | 16  | 7  | 3 | 6  | 24  | 28 | 26 | +2  | Kwalificatie voor Kampioensgroep    |
| 5   | PSV                   | 16  | 6  | 4 | 6  | 22  | 30 | 18 | +12 | Kwalificatie voor Kampioensgroep    |
| 6   | ADO Den Haag          | 16  | 6  | 4 | 6  | 22  | 24 | 25 | −1  | Kwalificatie voor Plaatseringsgroep |
| 7   | Alkmaar               | 16  | 6  | 2 | 8  | 20  | 28 | 32 | −4  | Kwalificatie voor Plaatseringsgroep |
| 8   | Achilles '29          | 16  | 4  | 4 | 8  | 16  | 17 | 38 | −21 | Kwalificatie voor Plaatseringsgroep |
| 9   | Excelsior/Barendrecht | 16  | 0  | 0 | 16 | 0   | 7  | 56 | −49 | Kwalificatie voor Plaatseringsgroep |

### Uitslagen
| Thuis \ Uit           | ACH | ADO | AJA | ALK | EXC | HEE | PEC | PSV | TWE |
| --------------------- | --- | --- | --- | --- | --- | --- | --- | --- | --- |
| Achilles '29          |     | 1–0 | 0–3 | 0–1 | 4–2 | 3–3 | 1–1 | 1–1 | 0–6 |
| ADO Den Haag          | 2–2 |     | 2–2 | 2–1 | 3–1 | 1–3 | 2–2 | 2–1 | 0–1 |
| Ajax                  | 2–0 | 0–0 |     | 3–0 | 2–0 | 2–1 | 5–2 | 0–3 | 1–1 |
| Alkmaar               | 3–0 | 4–3 | 0–2 |     | 4–0 | 2–3 | 1–7 | 1–1 | 2–5 |
| Excelsior/Barendrecht | 0–2 | 1–3 | 0–2 | 1–4 |     | 0–3 | 1–5 | 0–7 | 0–6 |
| Heerenveen            | 3–0 | 1–3 | 1–3 | 0–2 | 2–0 |     | 2–1 | 1–4 | 1–2 |
| PEC Zwolle            | 3–1 | 0–1 | 2–2 | 2–1 | 2–0 | 1–2 |     | 3–1 | 0–3 |
| PSV                   | 1–2 | 3–0 | 1–2 | 1–1 | 2–0 | 1–1 | 1–2 |     | 1–0 |
| Twente                | 7–0 | 2–0 | 1–1 | 2–1 | 5–1 | 1–1 | 2–1 | 2–1 |     |

## Play-offs

### Kampioensgroep
De 5 hoogstgeplaatste teams uit de reguliere competitie. Ploegen beginnen met de helft van het aantal punten uit de reguliere competitie.

#### Stand
| Pos | Team       | Wed | W | G | V | Ptn | DV | DT | +/− | Kwalificatie                          |
| --- | ---------- | --- | - | - | - | --- | -- | -- | --- | ------------------------------------- |
| 1   | Ajax       | 8   | 6 | 2 | 0 | 38  | 25 | 10 | +15 | UEFA Women's Champions League 2018/19 |
| 2   | Twente     | 8   | 5 | 0 | 3 | 35  | 24 | 19 | +5  |                                       |
| 3   | Heerenveen | 8   | 2 | 2 | 4 | 20  | 16 | 19 | −3  |                                       |
| 4   | PEC Zwolle | 8   | 2 | 2 | 4 | 20  | 14 | 22 | −8  |                                       |
| 5   | PSV        | 8   | 1 | 2 | 5 | 16  | 18 | 27 | −9  |                                       |

#### Uitslagen
| Thuis \ Uit | AJA | HEE | PEC | PSV | TWE |
| ----------- | --- | --- | --- | --- | --- |
| Ajax        |     | 3–0 | 3–1 | 2–2 | 3–2 |
| Heerenveen  | 2–2 |     | 3–0 | 1–4 | 3–4 |
| PEC Zwolle  | 0–4 | 2–2 |     | 3–3 | 3–5 |
| PSV         | 2–6 | 2–4 | 1–2 |     | 2–4 |
| Twente      | 1–2 | 2–1 | 1–3 | 5–2 |     |

### Plaatseringsgroep
De 4 laagstgeplaatste teams uit de reguliere competitie. Ploegen beginnen met de helft van het aantal punten uit de reguliere competitie.

#### Stand
| Pos | Team                  | Wed | W | G | V | Ptn | DV | DT | +/− |
| --- | --------------------- | --- | - | - | - | --- | -- | -- | --- |
| 1   | ADO Den Haag          | 9   | 6 | 2 | 1 | 31  | 24 | 11 | +13 |
| 2   | Alkmaar               | 9   | 4 | 2 | 3 | 24  | 19 | 22 | −3  |
| 3   | Achilles '29          | 9   | 3 | 2 | 4 | 19  | 15 | 18 | −3  |
| 4   | Excelsior/Barendrecht | 9   | 1 | 2 | 6 | 5   | 14 | 21 | −7  |

#### Uitslagen

##### 1ste en 2de derde
| Thuis \ Uit           | ACH | ADO | ALK | EXC |
| --------------------- | --- | --- | --- | --- |
| Achilles '29          |     | 1–4 | 2–1 | 2–1 |
| ADO Den Haag          | 2–2 |     | 4–0 | 3–1 |
| Alkmaar               | 4–2 | 3–3 |     | 0–5 |
| Excelsior/Barendrecht | 0–2 | 0–3 | 2–2 |     |

##### 3dederde
| Thuis \ Uit           | ACH | ADO | ALK | EXC |
| --------------------- | --- | --- | --- | --- |
| Achilles '29          |     |     | 1–2 | 2–2 |
| ADO Den Haag          | 2–1 |     |     |     |
| Alkmaar               |     | 2–1 |     | 5–2 |
| Excelsior/Barendrecht |     | 1–2 |     |     |